# Équipe d'Australie de curling
L'équipe d'Australie de curling est la sélection qui représente l'Australie dans les compétitions internationales de curling. Il existe quatre clubs à Brisbane, Perth, Sydney et Melbourne.  
En 2017, l'équipe nationale est classé comme nation numéro 26 chez les hommes et numéro 27 chez les femmes.

## Palmarès et résultats

### Palmarès masculin
Titres, trophées et places d'honneur
- Jeux Olympiques Hommes depuis 1924
  - Meilleur résultat : aucune participation
  - L'équipe d'Australie a participer à l’épreuve de démonstration aux Jeux olympiques de 1992 mené par son capitaine Hugh Millikin ; elle perd toutefois ses trois matchs dans la poule A
- Championnats du monde Hommes depuis 1998 (5 participation(s))
  - Meilleur résultat : 8ème pour : Championnats du monde Hommes - Round Robin

### Palmarès féminin
Titres, trophées et places d'honneur
- Championnats du monde Femmes
  - Meilleur résultat : aucune participation

### Palmarès mixte
Titres, trophées et places d'honneur
- Championnat du Monde Doubles Mixte depuis 2015 (2 participation(s))
  - Meilleur résultat : 5ème pour : Championnat du Monde Doubles Mixte - Groupe C

### Palmarès curling en fauteuil
Jeux paralympiques
- Meilleur résultat : aucune participation